# Wilhelminischer Ring
Wilhelminischer Ring kallas det område av bostadshus, så kallade Mietskaserne, som under 1800-talet byggdes runt Berlins gamla stadskärna. Det kännetecknas av tät bebyggelse bestående av fyra- till femvåningshus. Namnet kommer från tiden då de byggdes, Vilhelm I:s och Vilhelm II:s regeringstider. Wilhelminischer Ring återfinns i stadsdelarna Wedding, Gesundbrunnen, Prenzlauer Berg, Friedrichshain, Kreuzberg, Neukölln, Schöneberg, Tiergarten, Moabit och Charlottenburg. I stor utsträckning rör det sig om området mellan Berlins numera rivna tullmur och Berlins ringbana.
Wilhelminischer Ring byggdes som en följd av Berlins snabba expansion i slutet av 1800-talet som en följd av Tysklands enande. Den stora inflyttningen skapade ett behov av bostäder som inte kunde tillgodoses inom den gamla stadskärnan. 